# Battlefield 1943
Battlefield 1943, oder auch Battlefield 1943: Pacific, kurz BF1943 oder BF43, ist ein Ego-Shooter, der im Juli 2009 für Xbox 360 und PlayStation 3 erschienen ist. Die Entwicklung der Windows-Version wurde offiziell eingestellt. Entwickelt wurde Battlefield 1943 von DICE und wird als Nachfolger von Battlefield 1942 gehandelt. 2018 wurde eine Version des Spieles für die Xbox One veröffentlicht.
Die Handlung spielt während des Pazifikkrieges. In Battlefield 1943 treten als Fraktionen die US Marines gegen die Kaiserlich Japanische Armee an.

## Allgemeines
Battlefield 1943 wurde am 5. Februar 2009 offiziell von EA/DICE für PC und Konsolen (PlayStation 3, Xbox 360) angekündigt. Der Shooter wird nicht über die üblichen Vertriebskanäle vertrieben, sondern ist als Download über PlayStation-Store und Xbox Live für die jeweilige Plattform verfügbar.
Mit nur vier Karten, drei Klassen und ca. 550 MB Größe ist Battlefield 1943 eher untypisch, da es im Gegensatz zu der sonst eher umfangreicheren Battlefield-Reihe als „kleineres“ Projekt von DICE anzusehen ist.

## Technik
Wie Battlefield: Bad Company und Battlefield: Bad Company 2 wird auch Battlefield 1943 von der Frostbite-Engine und Havok-Physik-Engine angetrieben. Die Frostbite Engine ermöglicht eine weitgehend zerstörbare Umgebung.
Zusätzlich werden Mehrkernprozessoren unterstützt.

## Funktionen

### Fahrzeuge
Wie in Battlefield 1942 üblich, stehen dem Spieler unterschiedliche Fahrzeuge zur Auswahl: Panzer, Flugzeuge, Jeeps und Boote. Große Schiffe sind, wie auch in Battlefield 2, nicht steuerbar. Ein Spieler kann von einem Radarturm aus eine kleine Bomberstaffel bewegen.
Bis zu vier Spieler können sich zu einem Squad zusammenschließen.

### Spielmodi
In Battlefield 1943 ist nur der Spielmodus „Multiplayer“ enthalten, ein Einzelspielermodus und LAN-Gefechte sind nicht vorhanden. Plattformübergreifende Gefechte sind aufgrund ungleicher Startbedingungen ebenfalls nicht vorhanden. Die Slots, also Anzahl an Spielern, beträgt 24. Daher können max. drei Squads zu vier Spielern auf zwei Seiten gegeneinander antreten. Battlefield 1943 ist nur im Conquest-Mode spielbar. Die Form des Conquest-Modus ist „Head-on-Head Assault“. Das heißt, dass nicht alle Flaggen einnehmbar sind und bis zum Verlust des letzten Tickets gekämpft werden muss.
Für die vierte Map Coral Sea wurde der Conquest Modus etwas verändert und in Luftüberlegenheit umbenannt. Es gilt hier die Flagge in der Mitte der Karte durch Präsenz im sie umgebenden Luftraum zu erobern und zu halten, um anschließend durch den Abschuss feindlicher Flugzeuge die „Tickets“ der Gegenseite bis zum Sieg zu verringern. Beide Seiten starten dazu jeweils von zwei Flugzeugträgern.

### Karten
Die drei beliebtesten Karten aus Battlefield 1942 wurden in Battlefield 1943 integriert. Die vierte Karte Coral Sea wurde nach dem Erreichen von 43 Millionen Kills durch die Community auf beiden Konsolen freigeschaltet.
- Wake Island
- Guadalcanal
- Iwo Jima
- Coral Sea

### Sonstiges
Es ist die Übertragung des eigenen Accounts in Bad Company 2 möglich.

## Rezeption
Auswahl:
Das Spiel wurde überwiegend positiv bewertet. Eurogamer vergab 8/10 Punkten und lobte besonders die „perfect fighter control“. IGN bewertete das Spiel mit 8,5/10 Punkten und bezeichnete es als „Great Stuff“. Auch Gameswelt zeigte sich begeistert und vergab 86/100 %, wobei das Magazin Dice großes Lob aussprach. Die Website XBox Front bewertete das Spiel ebenfalls mit 8,5/10 Punkten und hob den „puren Spielspaß“ hervor. 4Players vergab 80/100 Prozent und bezeichnete es als „Klasse Battlefield-Snack für zwischendurch, der aber mehr Karten vertragen könnte“.